# Saint-Guen
Saint-Guen foi uma antiga comuna francesa na região administrativa da Bretanha, no departamento Côtes-d'Armor. Estendia-se por uma área de 18 km². Em 2010 a comuna tinha 460 habitantes (densidade: 25,6 hab./km²).
Em 1 de janeiro de 2017, passou a formar parte da nova comuna de Guerlédan.